# XO Tour Llif3
XO Tour Llif3 ist ein Lied des US-amerikanischen Rappers Lil Uzi Vert. Es erschien am 24. März 2017 über Atlantic Records.

## Hintergrund
XO Tour Llif3s Geschichte begann, als Lil Uzi Vert begann, mit dem Produzenten TM88 zusammenzuarbeiten. Er kontaktierte TM88 ursprünglich über FaceTime, während dieser in Miami war, um mit den Rappern Future und Gucci Mane zusammenzuarbeiten. TM88s Rückflug nach Atlanta verspätete sich wegen der Schießereien am Fort Lauderdale-Flughafen, während der zehnstündigen Wartezeit verlor er sein Laptop-Ladekabel. Zurück in Atlanta hatte er somit keinen Zugriff mehr auf seinen Laptop, was ihn dazu brachte, einen älteren Computer und eine Beats Pill für die Produktion des Instrumentals von XO Tour Llif3 zu benutzen. TM88 verschnellerte erst den Original-Beat (ursprünglich war XO Tour Llif3 eine Zusammenarbeit mit dem Produzenten J.W Lucas) und kürzte das Intro und die erste Strophe, um anschließend die Lautstärke und das Timing des Instrumentals anhand des FL-Studio-Plugins Gross Beat anzupassen.
Die Inspiration für den Song war die Beziehung zwischen Lil Uzi Vert und Brittany Byrd und deren Beendigung im Juni 2016. Im Song singt Lil Uzi Vert über Drogenmissbrauch, indem er die Droge Xanax und deren Wirkung, den durch die Trennung von Byrd verursachten emotionalen Schmerz zu lindern, erwähnt ("Please, Xanny, make it go away"). Zudem spielt er oft auf Geld an, indem er "All my friends are dead" (zu deutsch "Alle meine Freunde sind tot") singt, womit er sich auf die Abbildung toter US-Präsidenten auf US-amerikanischen Banknoten bezieht, und dass Geldscheine seine Freunde seien.
Ende Februar 2017 veröffentlichte Lil Uzi Vert seine dritte Extended Play Luv Is Rage 1.5 auf SoundCloud. Der Song erreichte in kurzer Zeit mehrere Millionen Streams auf SoundCloud, was zu einer kommerziellen Veröffentlichung führte.

## Musikvideo
Am 13. März 2017 erschien ein animiertes Musikvideo auf seinem YouTube-Kanal. Das Video erreichte bis zum Juli 2017 über 214 Millionen Aufrufe.
Am 4. August 2017 erschien dann ein Lyric-Video auf seinem Kanal, bei dem Jered Harrison Regie führte. Das Video zeigt einen animierten Lil Uzi Vert, der mit einem Motorrad aus dem Laderaum eines Flugzeugs fährt und anschließend auf der Bühne eines Konzerts landet und dort dann vor seinen Fans singt.

## Kommerzieller Erfolg

### Chartplatzierungen
| ChartsChartplatzierungen       | Höchstplatzierung | Wochen |
| ------------------------------ | ----------------- | ------ |
| Deutschland (GfK)              | 77 (26 Wo.)       | 26     |
| Österreich (Ö3)                | 65 (14 Wo.)       | 14     |
| Schweiz (IFPI)                 | 48 (37 Wo.)       | 37     |
| Vereinigte Staaten (Billboard) | 7 (34 Wo.)        | 34     |
| Vereinigtes Königreich (OCC)   | 25 (38 Wo.)       | 38     |

| ChartsJahrescharts (2017)      | Platzierung |
| ------------------------------ | ----------- |
| Schweiz (IFPI)                 | 87          |
| Vereinigte Staaten (Billboard) | 13          |
| Vereinigtes Königreich (OCC)   | 61          |

### Auszeichnungen für Musikverkäufe
| Land/Region                  | Auszeichnungen für Musikverkäufe (Land/Region, Auszeichnung, Verkäufe) | Verkäufe   |
| ---------------------------- | ---------------------------------------------------------------------- | ---------- |
| Australien (ARIA)            | 3× Platin                                                              | 210.000    |
| Belgien (BRMA)               | Gold                                                                   | 15.000     |
| Dänemark (IFPI)              | 2× Platin                                                              | 180.000    |
| Deutschland (BVMI)           | Platin                                                                 | 400.000    |
| Frankreich (SNEP)            | Diamant                                                                | 333.333    |
| Italien (FIMI)               | 2× Platin                                                              | 100.000    |
| Neuseeland (RMNZ)            | 6× Platin                                                              | 180.000    |
| Österreich (IFPI)            | Platin                                                                 | 30.000     |
| Polen (ZPAV)                 | 2× Platin                                                              | 40.000     |
| Portugal (AFP)               | 2× Platin                                                              | 20.000     |
| Vereinigte Staaten (RIAA)    | 14× Platin                                                             | 14.000.000 |
| Vereinigtes Königreich (BPI) | 2× Platin                                                              | 1.200.000  |
| Insgesamt                    | 1× Gold · 25× Platin · 2× Diamant ·                                    | 18.508.333 |